# Linia kolejowa nr 923
Linia kolejowa nr 923 – jednotorowa, niezelektryfikowana, szerokotorowa linia kolejowa znaczenia miejscowego, łącząca bocznicę szlakową Bufałowo Wschód ze stacją przeładunkową Bufałowo.
Linia umożliwia przewóz paliwa pociągami szerokotorowymi w stronę Kuźnicy oraz Grodna z terminala paliw PKN Orlen.